# بلوطة (الحفة)
بلوطة قرية في ناحية صلنفة التابعة لمنطقة الحفّة في محافظة اللاذقية. بلغ عدد سكانها 821 نسمة حسب تعداد عام 2004.